# Trường Trung học phổ thông chuyên Lam Sơn
Trường trung học phổ thông chuyên Lam Sơn là trường trung học phổ thông (THPT) công lập nằm ở thành phố Thanh Hóa, tỉnh Thanh Hóa. Là một trong những trường trung học phổ thông chuyên đầu tiên của cả nước và duy nhất của tỉnh Thanh Hoá, tuyển chọn và đào tạo học sinh năng khiếu cấp THPT các môn văn hóa, ngoại ngữ trên địa bàn toàn tỉnh Thanh Hóa.
Tên gọi Lam Sơn được lấy từ tên địa danh Lam Sơn gắn liền với cuộc khởi nghĩa Lam Sơn do Lê Lợi lãnh đạo và kết thúc bằng việc giành lại độc lập cho nước Đại Việt và sự thành lập nhà Hậu Lê.
Trường THPT chuyên Lam Sơn ngày nay kế tục và phát triển từ Collège de Thanh Hoa, thành lập năm 1931, sau đó là Collège Đào Duy Từ (1943-1950). Từ năm 1951, trường mang tên trường phổ thông cấp III Lam Sơn.
Ngày nay, trường bao gồm 3 khối lớp 10,11,12 với các lớp Chuyên: Toán, Ngữ Văn, Tiếng Anh, Vật Lí, Hoá Học, Sinh Học, Lịch Sử, Địa Lí, Tin Học. Trong đó, chuyên Toán, chuyên Văn và chuyên Anh mỗi chuyên được chia ra gồm 2 lớp.

## Lịch sử

### Giai đoạn 1931 - 1943
Collège de Thanh Hoa được thành lập và là trường trung học duy nhất của toàn tỉnh Thanh Hóa.

### Giai đoạn 1943 - 1950
Trường mang tên Collège Đào Duy Từ .
Năm 1946, cuộc kháng chiến chống Pháp nổ ra toàn quốc, nhà trường phải sơ tán về nông thôn. Sau hai năm phân tán, năm 1948, trường tập trung về vùng Cốc (thuộc huyện Triệu Sơn, Thanh Hóa ngày nay), dạy trong các đình, chùa, nhà dân, lán lớp tự dựng với 22 lớp (từ tiểu học, trung học đến chuyên khoa). Trong giai đoạn này, do chiến tranh, có nhiều giáo viên, học sinh sơ tán đến từ Hà Nội và các tỉnh lân cận.
Năm học đầu tiên dưới chính thể Việt Nam dân chủ cộng hòa của trường Lam Sơn không phải vào tháng 9/1945 như bài giới thiệu "Lịch sử trường College de Thanh Hóa – Đào Duy Từ - Lam Sơn (1931 – 2004) " trên website của trường PTTH Đào Duy Từ.
Theo cố GS-TS Dương Thiệu Tống, nguyên giáo sư tiếng Anh của trường lúc bấy giờ thì trường khai giảng vào tháng 10/1945 và hiệu trưởng là ông Ưng Quả, người nói giọng Huế.

### Giai đoạn 1950 - nay
- Năm 1951: Đổi tên thành trường phổ thông cấp III Lam Sơn.
- Tháng 10/1954: Trở về thị xã Thanh Hóa. Lúc đầu trường đặt tại trường Mission cũ (Nay là phòng giáo dục và trung tâm giảng dạy Kỹ thuật tổng hợp).
- Cuối năm 1955: Trường trở về vị trí của College Thanh Hóa (Nay là xí nghiệp may Quân Nhu, đường Minh Khai).
- Năm 1957: Bắt đầu xây dựng khu trường mới tại địa chỉ hiện nay.
- Năm 1959: Hoàn chỉnh xây dựng khu trường mới. Một bộ phận thầy giáo và học sinh Lam Sơn được chuyển đi thành lập 2 trường cấp 3 mới là: Thọ Xuân và Hà Trung.
- Năm 1964: Hội trường lần thứ nhất.
- Năm 1965: Kháng chiến lần thứ hai.
- Tháng 1/1965: Sơ tán 4 lớp về Đông Xuân, 11 lớp còn lại vẫn ở lại thị xã Thanh Hóa.
- Tháng 9/1965:
  - Thành lập trường cấp 3 Đông Sơn.
  - Trường cấp 3 Lam Sơn sơ tán về xã Đông Văn, huyện Đông Sơn.
- Năm 1969: Chuyển về địa điểm xã Đông Tân (Nay là doanh trại quân đội nhân dân Việt Nam).
- Năm 1970: Chuyển về thị xã Thanh Hóa
- Năm 1972: Sơ tán về Đông Tiến huyện Triệu Sơn.
- Năm 1973: Trở về thị xã Thanh Hóa.
- Năm 1975: Thành lập trường cấp 3 Hàm Rồng .
- Tháng 9/1982: Khối chuyên Văn – Toán từ PTTH Hàm Rồng chuyển về trường PTTH Lam Sơn.
- Năm 1989: Trường được hội đồng Nhà nước tặng Huân Chương Lao động hạng 3.
- Ngày 20/08/1992: tách làm 2 trường[3]
  - Đổi tên trường PTTH Lam Sơn thành Trường PTTH Đào Duy Từ: Có nhiệm vụ giảng dạy chương trình PTTH cho học sinh TP Thanh Hóa.
  - Tách khối chuyên ra thành lập Trường PTTH chuyên Lam Sơn: Có nhiệm vụ giảng dạy và bồi dưỡng học sinh năng khiếu toàn tỉnh tại địa chỉ mới số 89 Hàn Thuyên, Ba Đình, thị xã Thanh Hóa. Sau đó trường Đào Duy Từ trở lại tên cũ từ năm 1992 và vẫn ở vị trí cũ của trường PTTH Lam Sơn ngày trước: 33 Lê Quý Đôn, phường Ba Đình, thành phố Thanh Hóa.
- Năm học 2016-2017: trường Trung học phổ thông chuyên Lam Sơn được chuyển về cơ sở mới tại 307 Lê Lai, phường Đông Sơn, thành phố Thanh Hóa.

## Danh sách hiệu trưởng của trường qua các thời kỳ
| Thời gian       | Hiệu trưởng                        |
| --------------- | ---------------------------------- |
| 1957 - 1957     | Nguyễn Văn Tiêu - PTTH Lam Sơn     |
| 1957 - 1964     | Cao Hữu Nhu - PTTH Lam Sơn         |
| 1964 - 1967     | Lê Hữu Loạt - PTTH Lam Sơn         |
| 1967 - 1979     | Vũ Lê Thống - PTTH Lam Sơn         |
| 1979 - 1983     | Đào Trọng Mão - PTTH Lam Sơn       |
| 1983 - 1984     | Vũ Lê Thống - PTTH Lam Sơn         |
| 1984 - 1992     | Đào Trọng Mão - PTTH Lam Sơn       |
| 1992 - 1997     | Mai Xuân Hảo - Chuyên Lam Sơn      |
| 1997 - 1998     | Nguyễn Hữu Lợi - Chuyên Lam Sơn    |
| 1998 - 2003     | Phạm Ngọc Quang - Chuyên Lam Sơn   |
| 2003 - 2013     | Kim Ngọc Chính - Chuyên Lam Sơn    |
| 1/2014 - 8/2014 | Lê Văn Vinh - PHT phụ trách trường |
| 9/2014 - 2015   | Lê Văn Hoa - Chuyên Lam Sơn        |
| 2015 - 2021     | Chu Anh Tuấn - Chuyên Lam Sơn      |
| 2022 - nay      | Nguyễn Thanh Sơn - Chuyên Lam Sơn  |

## Thành tích
| TT | Năm thi | Họ và tên             | Mônthi   | Nước đăng cai      | Đoạt giải | Giáo viêngiảng dạy |
| 1  | 1984    | Nguyễn Thúc Anh       | Toán     | Tiệp Khắc          | HCĐ       | Phạm Ngọc Quang    |
| 2  | 1987    | Nguyễn Văn Quang      | Toán     | Cu Ba              | HCĐ       | Phạm Ngọc Quang    |
| 3  | 1987    | Phạm Hưng             | Vật lý   | CHDC Đức           | Bằng khen | Lê Văn Hoành       |
| 4  | 1990    | Vũ Xuân Hạ            | Toán     | Trung Quốc         | HCĐ       | Phạm Ngọc Quang    |
| 5  | 1990    | Lê Tuấn Anh           | Vật lý   | Hà Lan             |           | Lê Văn Hoành       |
| 6  | 1991    | Đỗ Ngọc Minh          | Toán     | Thuỵ Điển          | HCB       | Nguyễn Anh Dũng    |
| 7  | 1991    | Ngô Diên Hy           | Toán     | Thuỵ Điển          | HCĐ       | Nguyễn Anh Dũng    |
| 8  | 1993    | Bùi Anh Văn           | Toán     | Thổ Nhĩ Kỳ         | HCB       | Phạm Ngọc Quang    |
| 9  | 1993    | Trần Hữu Cường        | Tin học  | Achentina          |           | Nguyễn Thanh Hùng  |
| 10 | 1995    | Cao Văn Hạnh          | Toán     | Canađa             | HCB       | Nguyễn Anh Dũng    |
| 11 | 1996    | Nguyễn Duy Hùng       | Hóa học  | CHLB Nga           | HCĐ       | Lê Văn Quỳnh       |
| 12 | 1996    | Nguyễn Như Thông      | Hóa học  | CHLB Nga           | Bằng khen | Lê Văn Quỳnh       |
| 13 | 1996    | Bùi Thanh Vân         | Sinh học | Ucraina            | Bằng khen | Trần Văn Kiên      |
| 14 | 1997    | Đỗ Hoàng Tùng         | Hóa học  | Canađa             |           | Mai Đình Loát      |
| 15 | 1998    | Đỗ Quang Yên          | Toán     | Đài Loan           | HCB       | Lưu Xuân Tình      |
| 16 | 1998    | Vũ Thị Lan Hương      | Hóa học  | Ôxtrâylia          | HCB       | Cao Văn Giang      |
| 17 | 1998    | Trần Trung Kiên       | Tin học  | Bồ Đào Nha         |           | Đào Hồng Ánh       |
| 18 | 1999    | Đỗ Quang Yên          | Toán     | Rumani             | HCV       | Lưu Xuân Tình      |
| 19 | 1999    | Đào Vĩnh Ninh         | Hóa học  | Thái Lan           | HCB       | Lê Văn Quỳnh       |
| 20 | 2000    | Nguyễn Phi Lê         | Toán     | Hàn Quốc           | HCB       | Nguyễn Văn Hưng    |
| 21 | 2000    | Nguyễn Thành Vinh     | Hóa học  | Đan Mạch           | HCB       | Mai Đình Loát      |
| 22 | 2001    | Lê Tuấn Anh           | Hóa học  | Ấn Độ              | HCĐ       | Cao Văn Giang      |
| 23 | 2001    | Lê Đình Hùng          | Toán     | Mỹ                 | HCB       | Phạm Ngọc Quang    |
| 24 | 2002    | Lê Thị Thu Trang      | Sinh học | Latvia             |           | Hoàng Văn Giao     |
| 25 | 2002    | Tống Văn Trọng        | Vật lý   | Inđônêxia          | HCĐ       | Kim Ngọc Chính     |
| 26 | 2003    | Nguyễn Xuân Tùng      | Vật lý   | Đài Loan           |           | Lê Văn Hoành       |
| 27 | 2008    | Lê Ngọc Anh           | Toán     | Tây Ban Nha        | HCV       | Trịnh Văn Hoa      |
| 28 | 2008    | Hoàng Đức Ý           | Toán     | Tây Ban Nha        | HCV       | Trịnh Văn Hoa      |
| 29 | 2009    | Nguyễn Thị Như Quỳnh  | Sinh học | Nhật Bản           | HCĐ       | Trịnh Thị Lan Anh  |
| 30 | 2009    | Hoàng Ngọc Hưng       | Tin học  | Bulgaria           | HCĐ       | Nghiêm Quang Khải  |
| 31 | 2010    | Nguyễn Đức Bình       | Hoá học  | Nhật Bản           | HCB       | Mai Châu Phương    |
| 32 | 2010    | Nguyễn Hoành Đạo      | Vật lý   | Croatia            | HCĐ       | Đỗ Xuân Phong      |
| 33 | 2011    | Lê Huy Quang          | Vật lý   | Thái Lan           | HCĐ       | Lê Văn Hoành       |
| 34 | 2012    | Lê Quang Lâm          | Toán     | Achentina          | HCĐ       | Nguyễn Thanh Sơn   |
| 35 | 2012    | Lê Huy Quang          | Vật lý   | Estonia            | HCB       | Lê Văn Hoành       |
| 36 | 2013    | Mỵ Duy Hoàng Long     | Vật lý   | Đan Mạch           | HCB       | Trịnh Thọ Trường   |
| 37 | 2013    | Lê Duy Anh            | Vật lý   | Đan Mạch           | HCĐ       | Trịnh Thọ Trường   |
| 38 | 2013    | Lê Xuân Mạnh          | Tin học  | Ôxtrâylia          | HCĐ       | Nguyễn Đặng Phú    |
| 39 | 2015    | Phạm Thị Yến Ngọc     | Sinh học | Đan Mạch           | Bằng khen | Lê Hồng Điệp       |
| 40 | 2016    | Hoàng Anh Dũng        | Toán     | Hồng Kông          | HCB       | Nguyễn Thanh Sơn   |
| 41 | 2016    | Nguyễn Đắc Hiếu       | Sinh học | Việt Nam           | HCĐ       | Nguyễn Thị Phương  |
| 42 | 2016    | Nguyễn Khánh Duy      | Hoá học  | Geogria            | HCV       | Mai Châu Phương    |
| 43 | 2017    | Lê Quang Dũng         | Toán     | Brasil             | HCV       | Ngô Xuân Ái        |
| 44 | 2017    | Dương Tiến Quang Huy  | Sinh học | Vương quốc Anh     | HCB       | Lê Thị Thủy        |
| 45 | 2018    | Hoàng Minh Trung      | Sinh học | Iran               | HCV       | Lê Hồng Điệp       |
| 46 | 2018    | Nguyễn Ngọc Long      | Vật lý   | Bồ Đào Nha         | HCV       | Lê Văn Hoành       |
| 47 | 2018    | Nguyễn Văn Chí Nguyên | Hóa học  | Czech-Slovakia     | HCB       | Mai Châu Phương    |
| 48 | 2019    | Nguyễn Khánh Linh     | Vật lý   | Israel             | HCV       | Lê Văn Hoành       |
| 49 | 2019    | Nguyễn Văn Chí Nguyên | Hóa học  | Cộng hòa Pháp      | HCV       | Mai Châu Phương    |
| 50 | 2019    | Hoàng Minh Trung      | Sinh học | Hungary            | HCB       | Lê Hồng Điệp       |
| 51 | 2019    | Trịnh Hữu Gia Phúc    | Tin học  | Azecbaizan         | HCV       | Phạm Thị Nga       |
| 52 | 2021    | Nguyễn Trọng Thuận    | Vật lý   | Litva (trực tuyến) | HCB       | Lê Văn Hoành       |

### Đường lên đỉnh Olympia
| Thí sinh           | Năm thi    | Tuần                 | Tháng                | Quý                 | Chung Kết Năm      |
| ------------------ | ---------- | -------------------- | -------------------- | ------------------- | ------------------ |
| Nguyễn Thành Vinh  | Olympia 1  | Giải Nhất - ? điểm   | Giải Nhất - ? điểm   | Giải Nhất - ? điểm  | Giải Nhì - 90 điểm |
| Lê Mai Hương       | Olympia 10 | Giải Nhất - 345 điểm | Giải Nhì - 155 điểm  |                     |                    |
| Lê Thế Việt Hoàng  | Olympia 14 | Giải Nhất - 330 điểm | Giải Nhì - 220 điểm  | Giải Nhì - 180 điểm |                    |
| Lê Thị Vân Anh     | Olympia 15 | Giải Nhất - 275 điểm | Giải Ba - 140 điểm   |                     |                    |
| Mai Thị Minh Huyền | Olympia 16 | Giải Nhất - 345 điểm | Giải Nhất - 260 điểm | Giải Nhì - 230 điểm |                    |
| Đỗ Mạnh Việt       | Olympia 17 | Giải Nhất - 370 điểm | Giải Nhất - 215 điểm | Giải Nhì - 245 điểm |                    |
| Hà Xuân Thái Anh   | Olympia 18 | Giải Ba - 185 điểm   |                      |                     |                    |
| Đàm Lê Tuấn Kiệt   | Olympia 19 | Giải Nhì - 245 điểm  | Giải Ba - 250 điểm   |                     |                    |
| Lê Văn Sơn         | Olympia 20 | Giải Nhất - 230 điểm | Giải Ba - 140 điểm   |                     |                    |
| Trịnh Lương Việt   | Olympia 22 | Giải Ba - 120 điểm   |                      |                     |                    |

## Cựu học sinh tiêu biểu
- Trần Mai Ninh [4]: Nhà thơ, nhà cách mạng của Việt Nam.
- Phan Diễn [4]: Ủy viên Bộ Chính trị Ban Chấp hành Trung ương Đảng Cộng sản Việt Nam, thường trực ban bí thư (khóa IX).
- Nguyễn Dy Niên [4]: Uỷ viên Trung ương Đảng Cộng sản Việt Nam, Bộ trưởng Bộ Ngoại giao chính phủ nước CHXHCN Việt Nam (giai đoạn 2000-2006).
- Lê Thành Long [4]: Uỷ viên Trung ương Đảng Cộng sản Việt Nam, Bộ trưởng Bộ Tư pháp
- Nguyễn Thành Vinh: Á quân Olympia 2000, Huy chương bạc Olympic Hóa học quốc tế năm 2000 tại Đan Mạch
- Đỗ Quang Yên: Huy chương bạc Olympic Toán học quốc tế năm 1998, Huy chương vàng Olympic Toán học quốc tế năm 1999.
- Lê Văn Thành: Thư kí toà soạn Báo Tiền Phong
- Đồng Đại Lộc:trung tướng,nguyên phó tổng cục trưởng tổng cục cảnh sát